# Schiefling am Wörthersee
Schiefling am Wörthersee (szlovénül Škofiče) osztrák mezőváros Karintia Klagenfurtvidéki járásában. 2016 januárjában 2612 lakosa volt.

## Elhelyezkedése

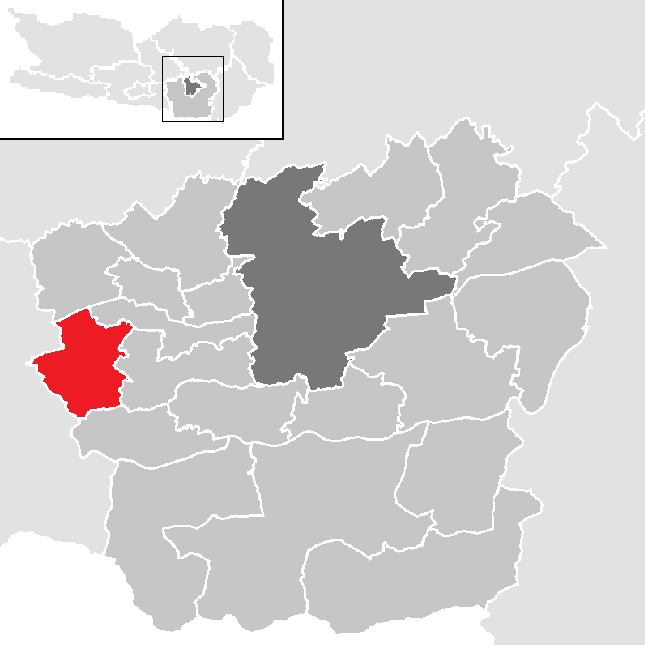
Schiefling am Wörthersee a Klagenfurtvidéki járásban

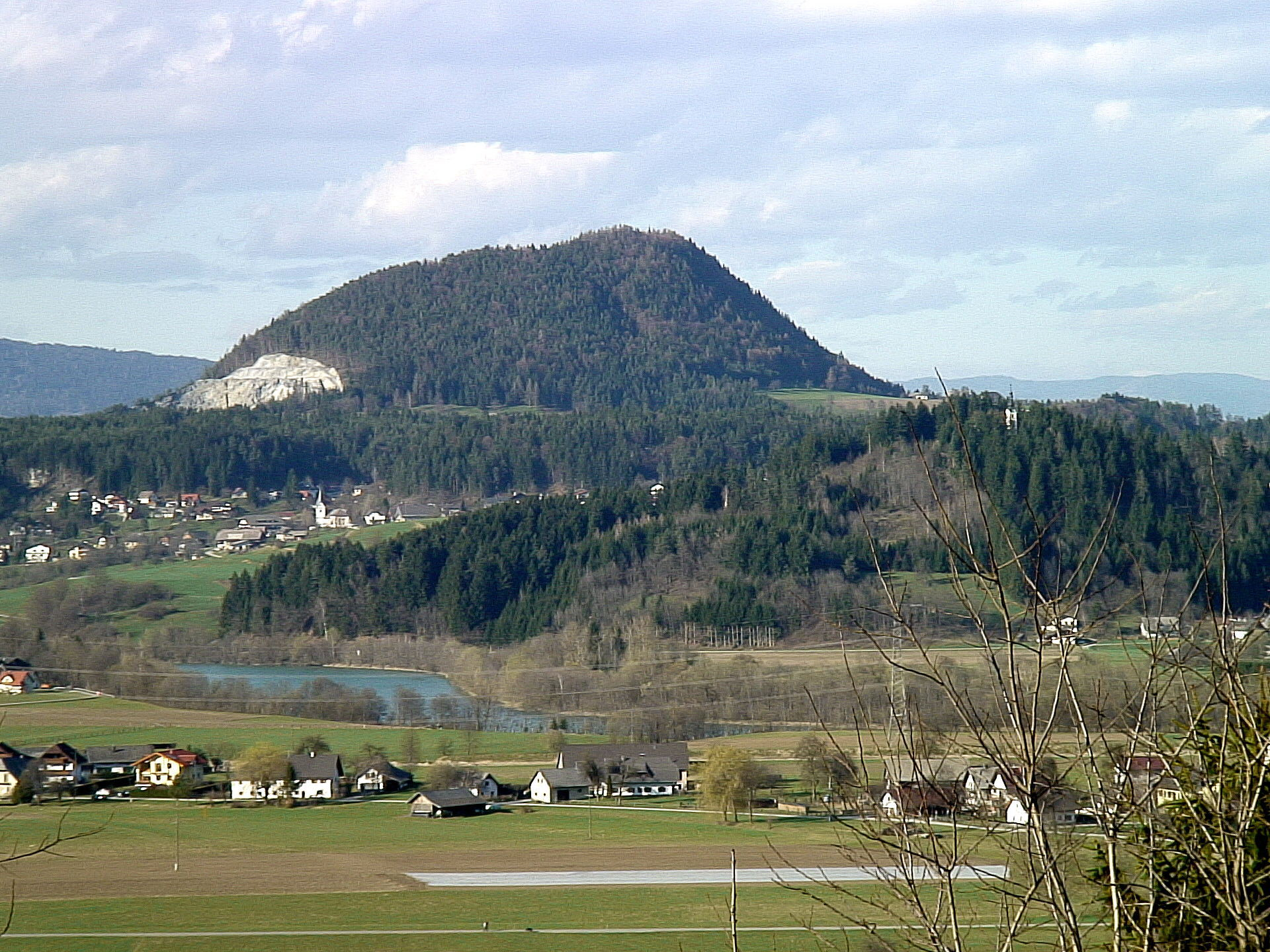
A Kathreinkogel hegye

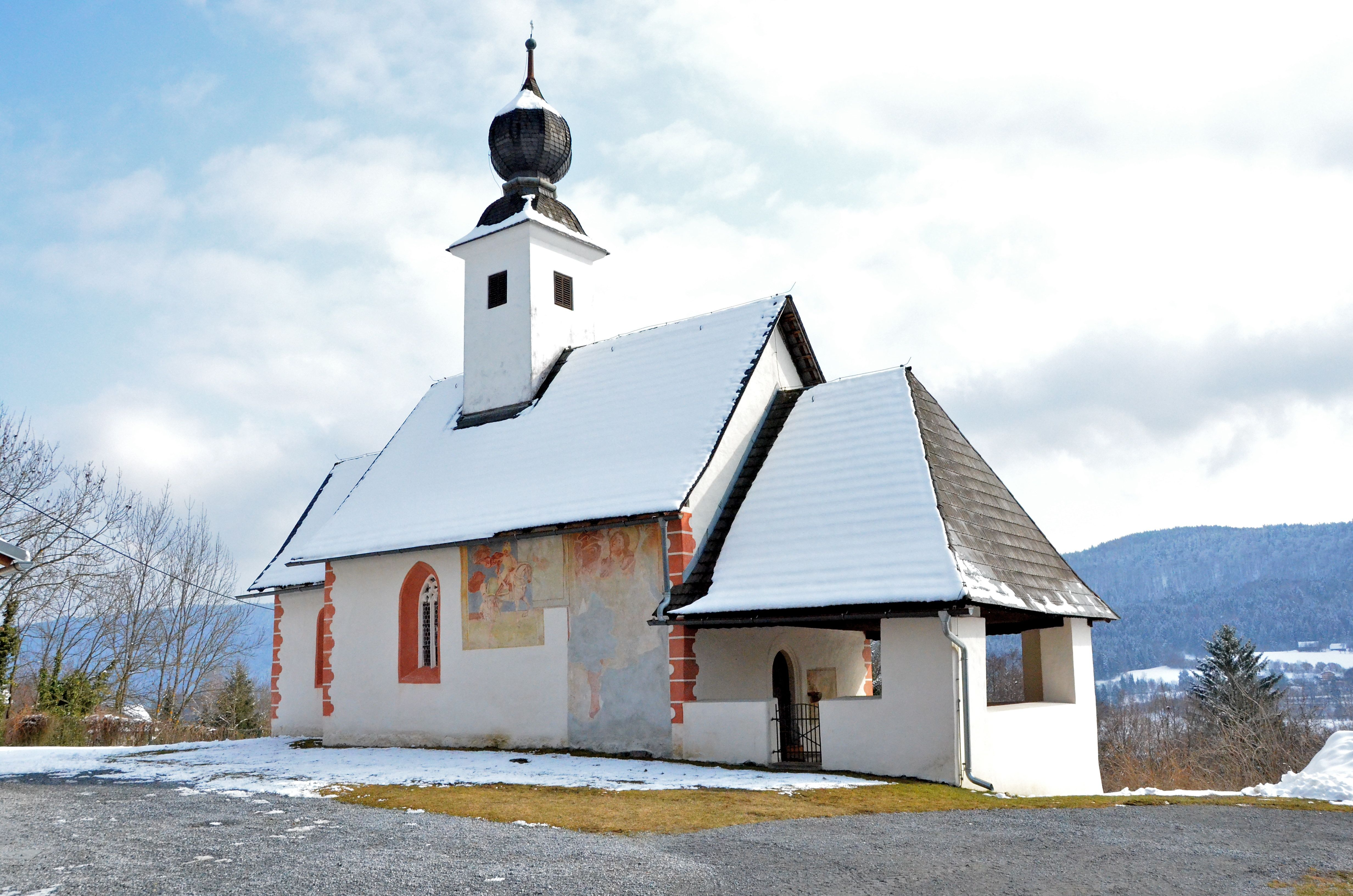
Az albersdorfi Szt. Ulrik-templom

Schiefling am Wörthersee Karintia déli részén, a Wörthi-tótól délre fekszik a Sattnitz-hegységben. Az önkormányzatnak nevet adó település nem a tóparton fekszik és mintegy 15 km-re nyugatra található a tartományi főváros Klagenfurttól. A Wörthi-tó után legjelentősebb állóvize a Trattnigteich. Az önkormányzat 14 falut és egyéb településrészt fog össze: Aich (111 lakos), Albersdorf (151), Auen (298), Farrendorf (202), Goritschach (117), Ottosch (15), Penken (207), Raunach (26), Roach (143), Roda (88), Sankt Kathrein (98), Schiefling (862), Techelweg (127), Zauchen (171).
A környező települések: északra Techelsberg am Wörther See, északkeletre Maria Wörth, keletre Keutschach am See, délre Ludmannsdorf, nyugatra Velden am Wörther See.

## Története
A Sankt Kathrein melletti Kathreinkogel hegyén a régészek i. e. 7 évezredbeli mezolitikumi vadász-gyűjtögetők, illetve az i. e. 3. évezredből való újkőkorszaki földművesek nyomaira bukkantak. A késő bronzkorban a hallstatti kultúra is megtelepedett itt.
Az i. sz. 2-5. század között egy római erőd állt a Kathreinkogel tetején, amelyet a 4. század végén keresztény templommá alakítottak át. Az erőd alatti temetőben 53 sírt találtak.
Albersdorf (mint "Albenesdorf") először 1150 körül jelenik meg az írott forrásokban. Schiefling ("Schüflich") III. Ulrik karintiai herceg által 1256-ban kiadott egyik adománylevélben szerepel először, amikor hét telket átadtak a Graz melletti Reun kolostorának.
A falu Mihály arkangyalnak szentelt templomát 1700 körül építették. 1814-1899 között a közeli Turia-erdőben barnaszenet bányásztak.
A községi önkormányzat 1850-ben jött létre Schiefling, Maria Wörth, Kathrein és Techelweg katasztrális községek részvételével. Neve 1900-ban Schiefling am See-re változott. 1903-ban Maria Wörth önállóvá vált. 2006-ban az önkormányzat megkapta a mezővárosi státuszt, 2010-ben pedig nevét Schiefling am Wörthersee-re változtatták.
Alban Berg bécsi zeneszerző idejének egy részét a Wörthi-tó partján, Auenben vett házában töltötte. Itt dolgozott hegedűversenyén és Lulu c. operáján. A korábban főleg mezőgazdaságból élő település elsődleges gazdasági ágazatává mára a turizmus vált.

## Lakossága

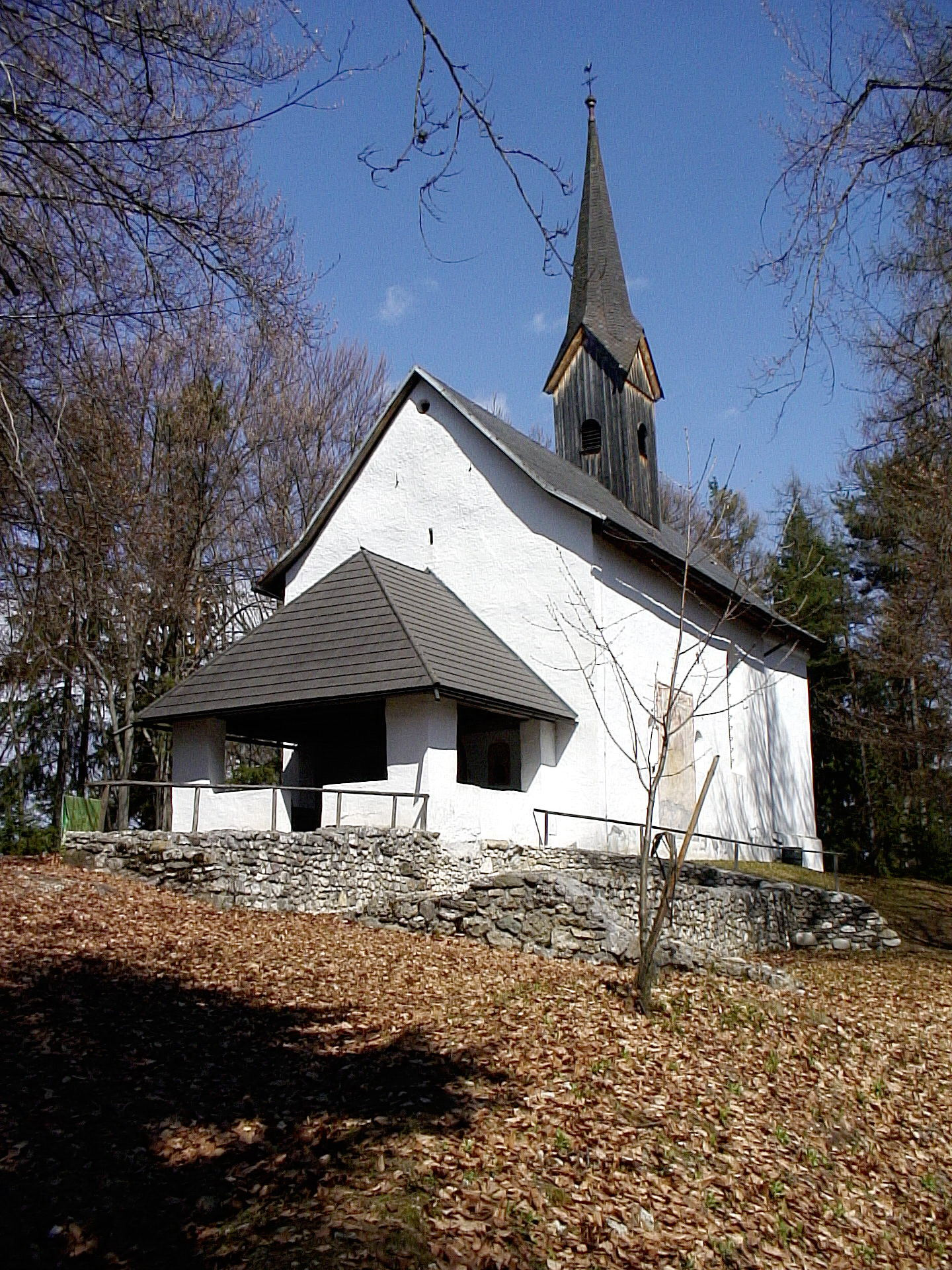
A Szt. Katalin-templom a Kathreinkogel csúcsán

A Schiefling am Wörthersee-i önkormányzat területén 2016 januárjában 2612 fő élt, ami jelentős növekedést jelent a 2001-es 2267 lakoshoz képest. Akkor a helybeliek 93,1%-a volt osztrák, 3,6% német, 1,2% horvát állampolgár. A szlovén kisebbség aránya 5,8% volt. 84,2% római katolikusnak, 3,6% evangélikusnak, 8,4% pedig felekezet nélkülinek vallotta magát.

## Látnivalók
- a barokk stílusú Szt. Mihály-plébániatemplom
- a Szt. Katalin templom a Kathreinkogelen
- az albersdorfi Szt. Ulrik-templom

## Testvértelepülések
- Romans d’Isonzo, Olaszország

## Fordítás
- Ez a szócikk részben vagy egészben  a   Schiefling am Wörthersee című német Wikipédia-szócikk ezen változatának fordításán alapul.  Az eredeti cikk szerkesztőit annak laptörténete sorolja fel. Ez a jelzés csupán a megfogalmazás eredetét és a szerzői jogokat jelzi, nem szolgál a cikkben szereplő információk forrásmegjelöléseként.